# Иванов, Тихон Григорьевич
Ти́хон Григо́рьевич Ивано́в (27 января 1924, Семенсола, Сернурский кантон, Марийская автономная область, РСФСР, СССР — 25 февраля 2016, Маркелово, Новоторъяльский район, Марий Эл, Россия) — свинарь, птицевод совхоза «Казанский» Сернурского района Марийской АССР (1960—1973). Депутат Верховного Совета СССР 6-го созыва (1962—1966). Делегат XXII съезда КПСС (1961). Член КПСС с 1953 года. Участник Великой Отечественной войны.

## Биография
Родился 27 января 1924 года в деревне Семенсола ныне Сернурского района Марий Эл в крестьянской семье.
Образование — 4 класса. С детства работал свинопасом.
В апреле 1942 года призван в РККА. Участник Великой Отечественной войны: наводчик зенитной батареи на Дальневосточном фронте, младший сержант. Демобилизовался из армии в 1946 году.
Вернулся на родину: колхозник, бригадир полеводческой бригады. В 1953 году вступил КПСС. До 1960 года — председатель Казанского сельсовета Сернурского района Марийской АССР, заместитель председателя колхоза. В 1960 году при организации совхоза «Казанский», по примеру Героя Социалистического Труда В. Крысова, взял на себя ферму и поставил выращивание свиней на широкую основу: уже по итогам 1961 года имел результат в 2225 откормленных свиней и 1870 центнеров живого веса. В 1962 году стал автором книги «Новое побеждает», которая была издана в Маркнигоиздате. Через 6 лет — птицевод, в 1973—1984 годах — слесарь этого совхоза.
В 1962—1966 годах избирался депутатом Верховного Совета СССР 6-го созыва. В 1961 году был делегатом XXII съезда КПСС.
18 января 1963 года Бюро Марийского обкома КПСС и Совет Министров республики присвоили ему звание «Лучший свинарь Марийской АССР». За достижения в области животноводства 22 января 1963 года получил звание «Отличник социалистического соревнования сельского хозяйства РСФСР». В 1966 году получил 619 центнеров привеса свинины при среднесуточном привесе 423 грамма средним живым весом одной головы, сданной государству, по 79 килограммов. По итогам 1967 года ему, как добившемуся высоких показателей в социалистическом соревновании, было присвоено звание «Мастер интенсивного откорма скота». Также награждён медалями и Почётной грамотой Президиума Верховного Совета РСФСР.
Ушёл из жизни 25 февраля 2016 года в деревне Маркелово Новоторъяльского района Марий Эл.

## Звания и награды
- Отличник социалистического соревнования сельского хозяйства РСФСР (22.01.1963)
- Орден Отечественной войны II степени (06.04.1985)
- Медаль «За доблестный труд. В ознаменование 100-летия со дня рождения Владимира Ильича Ленина» (1970)[1]
- Почётная грамота Президиума Верховного Совета РСФСР (1960)[1]